# Геометријски ред
У математици, геометријски ред је ред са константном размером између узастопних израза. На пример, ред
{\displaystyle {\frac {1}{2}}\,+\,{\frac {1}{4}}\,+\,{\frac {1}{8}}\,+\,{\frac {1}{16}}\,+\,\cdots }
је геометријски, зато што сваки узастопни израз може бити добијен множењем претходног израза 1/2. 
Геометријски ред је један од најједноставнијих бесконачних редова са коначним вредностима, иако немају сви ту особину. Историјски гледано, геометријски ред је играо веома важну улогу у раном развитку рачуна, али и данас наставља да има битну улогу у учењу конвергентних редова. Геометријске серије се користе у математици, и они имају важан утицај у физици, инжењерству, биологији, економији, рачунарству, теоријама и финансијама.

## Количник
Изрази за облик геометријске форме тј. геометријска прогресија, значи то да је количник узастопних израза константан. Овај однос се користи за приказивање геометријског реда са само два израза, r и a. Израз r је делилац, а израз а је први израз овог реда. Као пример геометријског реда,
{\displaystyle {\frac {1}{2}}\,+\,{\frac {1}{4}}\,+\,{\frac {1}{8}}\,+\,{\frac {1}{16}}\,+\,\cdots }
овај израз се може написати као
{\displaystyle a+ar+ar^{2}+ar^{3}+\cdots } , са {\displaystyle r={\frac {1}{2}}} и {\displaystyle a={\frac {1}{2}}} .
Следећа табела показује узастопни геометријски ред са различитим узастопним бројевима :
| делилац, r | Почетни израз, a | Примери реда                            |
| ---------- | ---------------- | --------------------------------------- |
| 10         | 4                | 4 + 40 + 400 + 4000 + 40,000 + ···      |
| 1/3        | 9                | 9 + 3 + 1 + 1/3 + 1/9 + ···             |
| 1/10       | 7                | 7 + 0.7 + 0.07 + 0.007 + 0.0007 + ···   |
| 1          | 3                | 3 + 3 + 3 + 3 + 3 + ···                 |
| −1/2       | 1                | 1 − 1/2 + 1/4 − 1/8 + 1/16 − 1/32 + ··· |
| –1         | 3                | 3 − 3 + 3 − 3 + 3 − ···                 |

Понашање израза зависи од делиоца r.
Ako je r између −1 и +1, израз реда постаје све мањи и мањи, приближавајући се нули у ограничењу и ред конвергира ка суми . У случају изнад, где је r једна половина, серија има суму један.
Ако је r  веће од један или мање од минус један израз реда постаје све већи и већи. Сума израза постаје такође све већа и већа, тако да ред нема суму. (Дивергентни редови.)
Ако је r  једнако један, сви изрази реда су исти. Дивергентни редови.
Ако је r  минус један изрази узимају две алтернативне вредности (нпр. 2, −2, 2, −2, 2,... ). Сума израза осцилира између две вредности (нпр. 2, 0, 2, 0, 2,... ). Ово је различит тип дивергенције и опет ред нема суму. Видети на пример Гандијев ред: 1 − 1 + 1 − 1 + ···.

## Сума
Збир геометријског реда је коначан и зависи од тога да ли је дужина апсолутне вредности делиоца мањи од 1; као бројеви близу нуле, они постају веома мали, омогућавајући то да се израчуна збир упркос томе што ред садржи бесконачно-много израза. Сума се може израчунати користећи самосличност реда-

### Пример
Посматрајмо збир следећег геометријског низа:
{\displaystyle s\;=\;1\,+\,{\frac {2}{3}}\,+\,{\frac {4}{9}}\,+\,{\frac {8}{27}}\,+\,\cdots .}
Ред има узастопног делиоца који износи 2/3. Ако помножимо овај израз истим тим износом од 2/3, онда 1 постаје 2/3, а 2/3 постаје 4/9, и тако даље:
{\displaystyle {\frac {2}{3}}s\;=\;{\frac {2}{3}}\,+\,{\frac {4}{9}}\,+\,{\frac {8}{27}}\,+\,{\frac {16}{81}}\,+\,\cdots .}
Овај нови ред је иста као и оригинални, осим што недостаје први члан. Одузимањем новог реда (2/3) од оригиналног реда s поништава сваки члан у оригиналу осим првог,
{\displaystyle s\,-\,{\frac {2}{3}}s\;=\;1,\;\;\;{\mbox{so }}s=3.}
Слична техника се користи за израчунавање експресије самосличности.

### Формула
За {\displaystyle r\neq 1}, збир првих n чланова геометријског реда је
{\displaystyle a+ar+ar^{2}+ar^{3}+\cdots +ar^{n-1}=\sum _{k=0}^{n-1}ar^{k}=a\,{\frac {1-r^{n}}{1-r}},}
где је a први израз овог реда, а r узастопни делилац. Можемо извући ову формулу као:
{\displaystyle {\begin{aligned}s&=a+ar+ar^{2}+ar^{3}+\cdots +ar^{n-1},\\rs&=ar+ar^{2}+ar^{3}+ar^{4}+\cdots +ar^{n},\\s-rs&=a-ar^{n},\\s(1-r)&=a(1-r^{n}),\end{aligned}}}
па,
{\displaystyle s=a{\frac {1-r^{n}}{1-r}}\quad {\text{(if }}r\neq 1{\text{)}}.}
Ако n тежи бесконачности, апсолутна вредност r мора бити мања од један за конвергирајући ред. Збир тада постаје :
Када је a = 1, ово се може поједноставити на :
{\displaystyle 1\,+\,r\,+\,r^{2}\,+\,r^{3}\,+\,\cdots \;=\;{\frac {1}{1-r}},}
Лева страна постаје геометријски ред са узастопним делиоцем r.
Формула такође важи за r, са одговарајућом рестрикцијом, модул r је стриктно мањи од један.

### Доказ конвергенције
Можемо доказати да геометријски ред конвергира користећи формулу збира за геометријску прогресију :
{\displaystyle {\begin{aligned}1+r+r^{2}+r^{3}+\cdots &=\lim _{n\rightarrow \infty }\left(1+r+r^{2}+\cdots +r^{n}\right)\\&=\lim _{n\rightarrow \infty }{\frac {1-r^{n+1}}{1-r}}.\end{aligned}}}
За (1 + r + r2 + ... + rn)(1−r) = 1−rn+1 и  rn+1 → 0 за | r | < 1.

Конвергенција геометријског реда се може такође доказати поновним писањем реда као еквиваленти скраћени ред.
{\displaystyle g(K)={\frac {r^{K}}{1-r}}.}
Приметити да,
{\displaystyle 1=g(0)-g(1),r=g(1)-g(2),r^{2}=g(2)-g(3),\cdots }
Дакле
{\displaystyle S=1+r+r^{2}+r^{3}+...=(g(0)-g(1))+(g(1)-g(2))+(g(2)-g(3))+\cdots .}
Ако
{\displaystyle \left|r\right\vert <1}
онда
{\displaystyle g(K)\longrightarrow 0{\text{ as }}K\to \infty .}
Закључујемо да S конвергира до
{\displaystyle g(0)={\frac {1}{1-r}}.}

### Упрошћена формула
За {\displaystyle r\neq 1},  збир првих n чланова геометријског реда је :
{\displaystyle \sum _{k=a}^{b}r^{k}={\frac {r^{a}-r^{b+1}}{1-r}},}
где су {\displaystyle a,b\in \mathbb {N} }.
Формула се може извести:
 {\displaystyle b=n-1\Rightarrow n=b+1}
{\displaystyle {\begin{aligned}\sum _{k=a}^{b}r^{k}&=\sum _{k=0}^{n-1}r^{k}-\sum _{k=0}^{a-1}r^{k}\\&={\frac {1-r^{n}}{1-r}}-{\frac {1-r^{a}}{1-r}}\\&={\frac {1-r^{n}-1+r^{a}}{1-r}}\\&={\frac {r^{a}-r^{b+1}}{1-r}}.\end{aligned}}}

## Апликације

### Понављање децимала
Понављање децима се може посматрати као геометријски ред чији је узастопни делилац 1/10. На пример :
{\displaystyle 0.7777\ldots \;=\;{\frac {7}{10}}\,+\,{\frac {7}{100}}\,+\,{\frac {7}{1000}}\,+\,{\frac {7}{10000}}\,+\,\cdots .}
Формула за суму геометријског реда се такође може користити за конвертовање децимала у разломак,
{\displaystyle 0.7777\ldots \;=\;{\frac {a}{1-r}}\;=\;{\frac {7/10}{1-1/10}}\;=\;{\frac {7}{9}}.}
Формула ради не само за једно понављање, већ за групу понављања. На пример :
{\displaystyle 0.123412341234\ldots \;=\;{\frac {a}{1-r}}\;=\;{\frac {1234/10000}{1-1/10000}}\;=\;{\frac {1234}{9999}}.}
Приметити да сваки ред понављајућих узастопних децимала, може бити лако упрошћен :
{\displaystyle 0.09090909\ldots \;=\;{\frac {09}{99}}\;=\;{\frac {1}{11}}.}
{\displaystyle 0.143814381438\ldots \;=\;{\frac {1438}{9999}}.}
{\displaystyle 0.9999\ldots \;=\;{\frac {9}{9}}\;=\;1.}
Другачије речено, понављање децима са понављањем дужине n је једнак количнику понављајућег дела (као један број) и 10n - 1.

### Архимедова квадратура параболе
Архимед је користио збир геометријског реда да израчуна површину затворену параболом и правом линијом. Његова замисао је била да сецира површино у бесконачан број троуглова.
Архимедова теорема каже да је укупна површина испод параболе 4/3 површине плавог троугла.
Архимед је израчунао да сваки зелени троугао има осмину површине плавог троугла, сваки жути троугао има осмину површине зеленог троугла, и тако даље.
Претпостављајући да плави троугао има површину 1, укупна површина је бесконачан збир:
{\displaystyle 1\,+\,2\left({\frac {1}{8}}\right)\,+\,4\left({\frac {1}{8}}\right)^{2}\,+\,8\left({\frac {1}{8}}\right)^{3}\,+\,\cdots .}

Први члан представља површину плавог троугла, други представља површину два зелена троугла, трећи представља површину четири жута троугла, и тако даље.
{\displaystyle 1\,+\,{\frac {1}{4}}\,+\,{\frac {1}{16}}\,+\,{\frac {1}{64}}\,+\,\cdots .}
Ово је геометријски ред са узастопним делиоцем од 1/4 и фракциони део је једнак
{\displaystyle \sum _{n=0}^{\infty }4^{-n}=1+4^{-1}+4^{-2}+4^{-3}+\cdots ={4 \over 3}.\;}
Збир је
{\displaystyle {\frac {1}{1-r}}\;=\;{\frac {1}{1-{\frac {1}{4}}}}\;=\;{\frac {4}{3}}.}
Ово израчунавање користи метод исцрпљења, рану верзију интеграције. Користећи рачун, иста површина се може наћи уз помоћ одређеног интеграла

### Фрактална геометрија
У учењу о фракталима, геометријски ред често настаје као обим, површина, или запремина самосличне фигуре.
На пример, површина унутрашњости Кохове пахуљице се може описати као унија бесконачно много једнакостраничних троуглова (видети слику изнад). Свака страна зеленог троугла је тачно 1/3 дужине великог плавог троугла, самим тим заузима тачно 1/9 површине. Слично, сваки жути троугао има 1/9 површине зеленог троугла, и тако даље. Узимајући плави троугао као јединицу површине, укупна површина пахуљице је
{\displaystyle 1\,+\,3\left({\frac {1}{9}}\right)\,+\,12\left({\frac {1}{9}}\right)^{2}\,+\,48\left({\frac {1}{9}}\right)^{3}\,+\,\cdots .}
Први члан овог реда представља површину плавог троугла, други представља укупну површину три зелена троугла, трећи члан представља укупну површину дванаест жутих троуглова, и тако даље. Узимајући 1 за почетну вредност, ред је геометријски са константним делиоцем r = 4/9. Први члан геометријског реда је а = 3(1/9) = 1/3, па је збир 
{\displaystyle 1\,+\,{\frac {a}{1-r}}\;=\;1\,+\,{\frac {\frac {1}{3}}{1-{\frac {4}{9}}}}\;=\;{\frac {8}{5}}.}
Према томе, Кохова пахуљица има површину од 8/5 плавог троугла.

### Зенонов парадокс
Конвергенција геометријског низа открива да сума укључује бесконачан број сабирака који могу бити коначни, па самим тим омогућава решавање многих Зенонових парадокса. На пример, Зенон тврди да је покретање немогуће, зато што један може поделити било који коначан број корака где сваки корак узима половину преостале дистанце. Зенонова грешка се огледа у претпоставци да збир бесконачних бројева или коначних корака не може бити коначан. Ово је наравно нетачно, што нам говори и конвергенција геометријског низа са {\displaystyle r=1/2}.

### Еуклид
Књига IX, предлог 35 Еуклидових елемената исказује парцијални збир геометријског реда у изразу са члановима тог реда. Еквивалентан је модерној формули.

### Економија
У економији, геометријски ред се веома често користи да представи вредност ануитета (сума новца за исплату у редовним терминима).
На пример, претпоставимо да ће исплата од $100 бити достављена власнику ануитета једном годишње (на крају године) доживотно. Примање $100 годишње од сада вреди мање него тадашњих $100, зато што власник не може да инвестира новац док га не добије. Практично, представљање $100 годишње се може представити као $100 / (1 + {\displaystyle I} ), где је {\displaystyle I} годишња каматна стопа.
Слично томе, уплата од $100 на две године се може представити као $100 / (1 + {\displaystyle I})2 (I је квадрирано због тога што каматна стопа расте две године). Представљање примања вредности од $100 годишње доживотно је
{\displaystyle \sum _{n=1}^{\infty }{\frac {\$100}{(1+I)^{n}}},}
Што представља бесконачан ред :
{\displaystyle {\frac {\$100}{(1+I)}}\,+\,{\frac {\$100}{(1+I)^{2}}}\,+\,{\frac {\$100}{(1+I)^{3}}}\,+\,{\frac {\$100}{(1+I)^{4}}}\,+\,\cdots .}
Ово је геометријски  ред са узастопним делиоцем 1 / (1 + {\displaystyle I} ). Збир је представља први члан подељен са (један минус узастопни делилац):
{\displaystyle {\frac {\$100/(1+I)}{1-1/(1+I)}}\;=\;{\frac {\$100}{I}}.}
На пример, ако је каматна стопа 10% ({\displaystyle I} = 0.10), онда цела рента има вредност од $100 / 0.10 = $1000.
Ова врста обрачуна се користи за израчунавање процента камате (као нпр. стамбени кредит). Такође се може користити за процену тренутне вредности очекиваних дивиденди, или коначне вредности кауције.

### Геометријска снага реда
Формула за геометријски ред
{\displaystyle {\frac {1}{1-x}}=1+x+x^{2}+x^{3}+x^{4}+\cdots }
се може представити као степени ред у Тејлоровој теореми, конвергирањем, где је {\displaystyle |x|<1}. Одавде, један се може извести да садржи остале карактеристике реда. На пример,
{\displaystyle {\begin{aligned}\tan ^{-1}(x)&=\int {\frac {dx}{1+x^{2}}}\\&=\int {\frac {dx}{1-(-x^{2})}}\\&=\int \left(1+\left(-x^{2}\right)+\left(-x^{2}\right)^{2}+\left(-x^{2}\right)^{3}+\cdots \right)dx\\&=\int \left(1-x^{2}+x^{4}-x^{6}+\cdots \right)dx\\&=x-{\frac {x^{3}}{3}}+{\frac {x^{5}}{5}}-{\frac {x^{7}}{7}}+\cdots \\&=\sum _{n=0}^{\infty }{\frac {(-1)^{n}}{2n+1}}x^{2n+1}.\end{aligned}}}
Диференцирањем геометријског реда, један садржи варијанту 
{\displaystyle \sum _{n=1}^{\infty }nx^{n-1}={\frac {1}{(1-x)^{2}}}\quad {\text{ for }}|x|<1.}
Слично су добијени:
{\displaystyle \sum _{n=2}^{\infty }n(n-1)x^{n-2}={\frac {2}{(1-x)^{3}}}\quad {\text{ for }}|x|<1,} и
{\displaystyle \sum _{n=3}^{\infty }n(n-1)(n-2)x^{n-3}={\frac {6}{(1-x)^{4}}}\quad {\text{ for }}|x|<1.}

### Специфична геометријска серија
- Грандијев ред: 1 − 1 + 1 − 1 + ⋯
- 1 + 2 + 4 + 8 + ⋯
- 1 − 2 + 4 − 8 + ⋯
- 1/2 + 1/4 + 1/8 + 1/16 + ⋯
- 1/2 − 1/4 + 1/8 − 1/16 + ⋯
- 1/4 + 1/16 + 1/64 + 1/256 + ⋯